# John Roberts
John Glover Roberts, Jr (27 de janeiro de 1955) é o décimo sétimo e atual Juiz-Chefe dos Estados Unidos, conduz a Suprema Corte dos Estados Unidos, desde 29 de setembro de 2005.
Ele foi descrito como tendo uma filosofia judicial conservadora, mas mostrou vontade de trabalhar com a Suprema Corte e desde a aposentadoria de Anthony Kennedy em 2018 passou a ser considerado um voto decisivo na Corte. Roberts presidiu o primeiro julgamento de impeachment de Donald Trump no início de 2020; no entanto, ele se recusou a presidir o segundo julgamento de impeachment de Trump, que sofreu impeachment como presidente, mas cujo mandato havia expirado na época do julgamento.
Roberts antes de ser Juiz-Chefe foi juiz da Corte de Apelação dos Estados Unidos do circuito do Distrito de Columbia; exerceu catorze anos de advocacia a serviço do Departamento de Justiça dos Estados Unidos e do Escritório do Conselho da Casa Branca.
Roberts foi indicado por George W. Bush para a Suprema Corte em 19 de Julho para ocupar a vaga de juiz associado ocupada por Sandra Day O'Connor que anunciou que se aposentaria. Mas com a morte do Juiz-Chefe William Rehnquist em 3 de setembro, Bush resolveu nomear Roberts para o posto, e em 6 de Setembro mudou sua nomeação.
Depois de sabatinado pelo Senado seu nome foi a votação e aprovado por 78 contra 22 em 29 de setembro, quando se tornou o atual Juiz-Chefe.

## Trabalhos publicados
- Roberts, John (1978). «Developments in the Law: Zoning – III. The Takings Clause». Harvard Law Review. 91: 1462–1501. JSTOR 1340392. doi:10.2307/1340392 Section III ("The Takings Clause") of the unsigned student note "Developments in the Law: Zoning" (pp. 1427–1708).
- Roberts, John (1978). «The Supreme Court, 1977 Term – Contract Clause—Legislative Alteration of Private Pension Agreements: Allied Structural Steel Co. v. Spannaus». Harvard Law Review. 92: 86–98. JSTOR 1340566. doi:10.2307/1340566 Subsection C ("Contract Clause—Legislative Alteration of Private Pension Agreements: Allied Structural Steel Co. v. Spannaus") of Section I ("Constitutional Law") of the unsigned student note "The Supreme Court, 1977 Term" (pp. 1–339).
- Roberts, John; Prettyman Jr., Elijah Barrett (26 de fevereiro de 1990). «New Rules and Old Pose Stumbling Blocks in High Court Cases». Legal Times
- Roberts, John; Starr, Kenneth; Mueller III., Robert Swan; Lazerwitz, Michael (1991). «At Issue: The Noriega Tapes. Yes: The Order was Constitutional». ABA Journal. 77 (2). 36 páginas. JSTOR 20761397
- Roberts, John (1993). «Article III Limits on Statutory Standing». Duke Law Journal. 42 (6): 1219–1232. JSTOR 1372783. doi:10.2307/1372783
- Roberts, John (28 de março de 1993). «Riding the Coattails of the Solicitor General». Legal Times
- Roberts, John (5 de maio de 1993). «Rule of Law: The New Solicitor General And the Power of the Amicus». The Wall Street Journal. Consultado em 7 de novembro de 2020
- Roberts, John (1994). «The 1992–1993 Supreme Court». Public Interest Law Review. 1994. 107 páginas
- Roberts, John (1995). «Forfeitures: Does Innocence Matter». New Jersey Law Journal. 142. 28 páginas
- Roberts, John (1997). «Thoughts on Presenting an Effective Oral Argument» (PDF). School Law in Review. 1997: 7-1-7-6
- Roberts, John; Starr, Kenneth; Mahoney, Maureen (2003). «Rex E. Lee Conference on the Office of the Solicitor General of the United States: Bush Panel». Brigham Young University Law Review. 2003 (1): 62–82
- Roberts, John (2005). «Oral Advocacy and the Re-emergence of a Supreme Court Bar». Journal of Supreme Court History. 30 (1): 68–81. doi:10.1111/j.1059-4329.2005.00098.x
- Roberts, John (2005). «A Tribute to Chief Justice Rehnquist» (PDF). Harvard Law Review. 119: 1–2. JSTOR 4093552. Arquivado do original (PDF) em 4 de março de 2009
- Roberts, John (2006). «Tribute to Judge Edward R. Becker». University of Pennsylvania Law Review. 155 (1): 3–4. JSTOR 40041300
- Roberts, John (2006). «What Makes the D.C. Circuit Different? A Historical View» (PDF). Virginia Law Review. 92 (3): 375–389. JSTOR 4144947
- Roberts, John (2016). «In Memoriam: Justice Antonin Scalia» (PDF). Harvard Law Review. 130 (1): 1–2. JSTOR 44072402
- Roberts, John (2018). «In Tribute: Justice Anthony M. Kennedy» (PDF). Harvard Law Review. 132 (1): 1–3
- Roberts, John (2020). «Memoriam: Justice John Paul Stevens» (PDF). Harvard Law Review. 133 (3): 747–748